# Axcil Jefferies
Axcil Ramar Jefferies (Slough, 14 aprile 1994) è un pilota automobilistico zimbabwese.

## Carriera
Axcil Jefferies iniziò la sua carriera in motorsport all'età di 6 anni in Zimbabwe e vinse diversi campionati nazionali in Zimbabwe e Sudafrica prima di spostarsi in Europa nel 2007 e 2008 e vincere gare nel campionato europeo di kart.

### Primi anni in monoposto
Jefferies partecipò alla Formula BMW Pacific nel 2009 e 2010. Concluse 3º assoluto nel 2009, con una pole position a Sepang e a Okayama e vincendo entrambe le gare a Sepang. Completò una stagione deludente nel 2010, segnando punti solo nei primi due eventi e senza riuscire nemmeno a qualificarsi per i successivi quattro.
Nel 2012, dopo essere stato fermo per due anni e mezzo, Axcil ritornò in pista nella Formula 2, dove arrivò nella top ten, con un 5º posto sul bagnato a Circuito di Spa-Francorchamps, in Belgio, come miglior risultato. Concluse 12º in zona punti. L'anno seguente Jefferies esordì nella serie americana Indy Lights con il team Bryan Herta Autosport al Mid-Ohio Sports Car Course e chiuse 7º. Corse nuovamente due mesi dopo a Houston, finendo 5º. Nel 2014 prese parte ad altre due corse nella serie con il team Belardi Auto Racing.
Nel 2014, Jefferies esordisce nel campionato GP2 Series, categoria propedeutica alla Formula 1, con il team Trident. In Bahrain in gara-1 si ritira, mentre nella seconda corsa non riesce ad andare oltre al 21º posto. Viene sostituito già dal secondo evento in Spagna da Sergio Canamasas.

## Vita privata
Axcil è Ambasciatore di Buona Grazia per il Telefono Azzurro in Zimbabwe. Nel 2009 Axcil fu uno dei tre piloti a vincere la prestigiosa borsa di studio della Formula BMW e nel 2011 provò nuovamente il suo pedigree vincendo la borsa di studio MSA per studiare scienze e performance dello sport all'Università di Loughborough.

## Risultati
| Stagione | Serie                                      | Team                                          | Gare | Vittorie | Pole | G/Veloci | Podi | Punti | Pos. |
| -------- | ------------------------------------------ | --------------------------------------------- | ---- | -------- | ---- | -------- | ---- | ----- | ---- |
| 2009     | Formula BMW Pacific                        | Eurasia Motorsport                            | 11   | 2        | 2    | 1        | 6    | 163   | 3°   |
| 2010     | Formula BMW Pacific                        | Motaworld Racing                              | 2    | 0        | 0    | 0        | 0    | 18    | 15°  |
| 2012     | FIA Formula 2                              | MotorSport Vision                             | 11   | 0        | 0    | 0        | 0    | 17    | 12°  |
| 2013     | Indy Lights                                | Bryan Herta AutosportJeffery Mark Motorsports | 2    | 0        | 0    | 0        | 0    | 56    | 11°  |
| 2014     | Indy Lights                                | Belardi Auto Racing                           | 2    | 0        | 0    | 0        | 0    | 60    | 14°  |
| 2014     | GP2 Series                                 | Trident                                       | 2    | 0        | 0    | 0        | 0    | 0     | 34°  |
| 2017     | Lamborghini Super Trofeo Middle East - Pro | GDL Racing                                    | 6    | 5        | 3    | 0        | 5    | 81    | 1°   |
| 2017     | Lamborghini Super Trofeo Europa - Pro      | GDL Racing                                    | 12   | 2        | 0    | 0        | 9    | 127   | 2°   |
| 2017     | Lamborghini Super Trofeo World Final - Pro | GDL Racing                                    | 2    | 0        | 0    | 0        | 1    | 0     | NC   |
| 2017     | 24H Series - A6                            | GP Extreme                                    | 2    | 0        | 0    | 0        | 0    | 27    | 29°  |
| 2018     | Lamborghini Super Trofeo Middle East - Pro | Konrad Motorsport                             | 6    | 3        | 3    | 3        | 5    | 79    | 1°   |
| 2018     | Lamborghini Super Trofeo Europa - Pro      | Konrad Motorsport                             | 12   | 0        | 1    | 0        | 2    | 56    | 6°   |
| 2018     | Lamborghini Super Trofeo World Final - Pro | Konrad Motorsport                             | 2    | 0        | 0    | 0        | 0    | 3     | 12°  |
| 2018     | 24H Series - A6                            | GP Extreme                                    | 1    | 0        | 0    | 0        | 0    | 0     | NC   |
| 2019     | Lamborghini Super Trofeo Middle East - Pro |                                               | 6    | 6        | 1    | 4        | 6    | 0     | NC   |
| 2019     | Lamborghini Super Trofeo Europa - Pro      | Konrad Motorsport                             | 4    | 0        | 0    | 0        | 0    | 20    | 10°  |
| 2019     | Lamborghini Super Trofeo World Final - Pro | Konrad Motorsport                             | 2    | 0        | 0    | 0        | 0    | 3     | 11°  |
| 2019     | 24 Ore del Nürburgring - SP9               | Konrad Motorsport                             | 1    | 0        | 0    | 0        | 0    | N/A   | DNF  |
| 2019     | VLN Series - SP9 Pro                       | Konrad Motorsport                             | 2    | 0        | 0    | 0        | 0    | 3.89  | 86°  |
| 2019     | VLN Series - SP9 Pro-Am                    | Konrad Motorsport                             | 3    | 1        | 0    | 0        | 3    | 20.75 | 8°   |
| 2019     | VLN Series - Cup 3                         | Overdrive Racing                              | 2    | 0        | 0    | 0        | 0    | 10.42 | 27°  |
| 2019     | 24H GT Series - A6                         | Toksport WRT                                  | 2    | 0        | 0    | 0        | 1    | 0     | NC   |
| 2020     | GT World Challenge Europe Sprint Cup       | Madpanda Motorsport                           | 10   | 0        | 0    | 0        | 0    | 5.5   | 20°  |
| 2020     | NLS Series - SP9 Pro                       | Konrad Motorsport                             | 4    | 0        | 0    | 0        | 0    | 3.54  | 80°  |
| 2020     | 24 Ore del Nürburgring - SP9               | Konrad Motorsport                             | 1    | 0        | 0    | 0        | 0    | N/A   | DNF  |
| 2020     | 24H GT Series - GT3 Am                     | Toksport WRT                                  | 1    | 0        | 0    | 0        | 1    | 26    | 5°   |
| 2021     | 24H GT Series                              | GPX Racing                                    | 1    | 1        | 0    | 0        | 1    | 29    | NC   |
| 2021     | Asian Le Mans Series - GT                  | GPX Racing                                    | 4    | 2        | 0    | 0        | 2    | 62.5  | 2°   |
| 2021     | 24 Ore del Nürburgring - SP9               | Konrad Motorsport                             | 1    | 0        | 0    | 0        | 0    | N/A   | 17°  |
| 2021     | Le Mans Cup - LMP3                         | Frikadelli Racing Team                        | 4    | 0        | 0    | 0        | 0    | 1.5   | 35°  |
| 2021     | GT World Challenge Europe Endurance Cup    | Toksport WRT                                  | 1    | 0        | 0    | 0        | 0    | 0     | NC   |
| 2021     | Intercontinental GT Challenge              | Toksport WRT                                  | 1    | 0        | 0    | 0        | 0    | 2     | 20°  |
| 2021     | International GT Open - Pro-Am             | Kessel Racing                                 | 2    | 0        | 0    | 0        | 0    | 5     | 15°  |
| 2021     | Mondiale endurance - GTE Am                | Dempsey-Proton Racing                         | 1    | 0        | 0    | 0        | 0    | 0     | NC   |
| 2022     | Asian Le Mans Series - GT                  | Kessel Racing                                 | 4    | 0        | 0    | 0        | 0    | 2     | 15°  |
| 2022     | International GT Open                      | Kessel Racing                                 |      |          |      |          |      |       |      |
| 2022     | GT World Challenge Europe Endurance Cup    | Al Manar Racing by HRT                        | 5    | 0        | 0    | 0        | 0    | 6     | 31°  |
| 2022     | Intercontinental GT Challenge              | Al Manar Racing by HRT                        |      |          |      |          |      |       |      |
| 2022     | Prototype Cup Germania                     | Konrad Motorsport                             | 4    | 0        | 1    | 0        | 3    | 82    | 4°   |
| 2022     | 24 Ore del Nürburgring - SP9               | Konrad Motorsport                             | 1    | 0        | 0    | 0        | 0    | N/A   | 10°  |
| 2023     | Asian Le Mans Series - GT                  | Herberth Motorsport                           | 4    | 0        | 0    | 0        | 0    | 14    | 10°  |
| 2023     | Campionato IMSA - GTD                      | SunEnergy1                                    |      |          |      |          |      | *     |      |
| 2023     | Mondiale endurance - GTE Am                | Northwest AMR                                 |      |          |      |          |      | *     |      |

* Stagione in corso.

### Formula 2
(legenda) (Le gare in grassetto indicano la pole position) (Gare in corsivo indicano Gpv)
| Anno | Sponsor        | N° | 1   | 2   | 3   | 4   | 5   | 6   | 7   | 8   | 9   | 10  | 11  | 12  | 13  | 14  | 15  | 16  | Pos. | Punti |
| ---- | -------------- | -- | --- | --- | --- | --- | --- | --- | --- | --- | --- | --- | --- | --- | --- | --- | --- | --- | ---- | ----- |
| 2012 | Visit Zimbabwe | 22 | SIL | SIL | ALG | ALG | NÜR | NÜR | SPA | SPA | BRH | BRH | LEC | LEC | HUN | HUN | MNZ | MNZ | 17   | 12º   |
| 2012 | Visit Zimbabwe | 22 |     |     |     |     | 14  | NP  | Rit | 7   | 8   | 9   | 10  | 10  | Rit | 10  | 10  | 8   | 17   | 12º   |

### Indy Pro Series
(legenda) (Le gare in grassetto indicano la pole position) (Gare in corsivo indicano Gpv)
| Anno | Team                  | 1   | 2   | 3   | 4    | 5   | 6   | 7   | 8   | 9     | 10  | 11    | 12  | Punti | Pos. |
| ---- | --------------------- | --- | --- | --- | ---- | --- | --- | --- | --- | ----- | --- | ----- | --- | ----- | ---- |
| 2013 | Bryan Herta Autosport | STP | ALA | LBH | INDY | MIL | IOW | POC | TOR | MDO 7 | BAL | HOU 5 | FON | 56    | 11º  |

### GP2 Series
(legenda) (Le gare in grassetto indicano la pole position) (Gare in corsivo indicano Gpv)
| Anno | Team    | 1   | 2   | 3   | 4   | 5   | 6   | 7   | 8   | 9   | 10  | 11  | 12  | 13  | 14  | 15  | 16  | 17  | 18  | 19  | 20  | 21  | 22  | Punti | Pos. |
| ---- | ------- | --- | --- | --- | --- | --- | --- | --- | --- | --- | --- | --- | --- | --- | --- | --- | --- | --- | --- | --- | --- | --- | --- | ----- | ---- |
| 2014 | Trident | BHR | BHR | CAT | CAT | MON | MON | RBR | RBR | SIL | SIL | HOC | HOC | HUN | HUN | SPA | SPA | MNZ | MNZ | SOC | SOC | YMC | YMC | 0     | 34º  |
| 2014 | Trident | Rit | 21  |     |     |     |     |     |     |     |     |     |     |     |     |     |     |     |     |     |     |     |     | 0     | 34º  |

### GT World Challenge Europe Sprint Cup
(legenda) (Le gare in grassetto indicano la pole position) (Gare in corsivo indicano Gpv)
| Anno | Team                | Classe | Vettura              | 1   | 2   | 3   | 4   | 5   | 6   | 7   | 8   | 9   | 10  | Punti | Pos. |
| ---- | ------------------- | ------ | -------------------- | --- | --- | --- | --- | --- | --- | --- | --- | --- | --- | ----- | ---- |
| 2020 | Madpanda Motorsport | Silver | Mercedes-AMG GT3 Evo | MIS | MIS | MIS | MAG | MAG | ZAN | ZAN | CAT | CAT | CAT | 72.5  | 2º   |
| 2020 | Madpanda Motorsport | Silver | Mercedes-AMG GT3 Evo | 16  | 12  | 9   | 17  | 11  | 6   | 15  | 18  | 11  | 13  | 72.5  | 2º   |

### Campionato del mondo endurance
| Anno    | Squadra               | Classe   | Vettura                  | SPA | ALG | MNZ | LMS | FUJ | BHR |     | Punti | Pos. |
| ------- | --------------------- | -------- | ------------------------ | --- | --- | --- | --- | --- | --- | --- | ----- | ---- |
| 2021    | Team Project 1        | LMGTE Am | Porsche 911 RSR-19       | WD  |     |     |     |     |     |     | 0     | NC   |
| 2021    | Dempsey-Proton Racing | LMGTE Am | Porsche 911 RSR-19       |     |     |     |     |     | Rit |     | 0     | NC   |
| Anno    | Squadra               | Classe   | Vettura                  | SEB | ALG | SPA | LMS | MON | FUJ | BHR | Punti | Pos. |
| 2023    | Northwest AMR         | LMGTE Am | Aston Martin Vantage AMR | 11  | 13  |     |     |     |     |     | 0*    |      |
| Legenda |                       |          |                          |     |     |     |     |     |     |     |       |      |

* Stagione in corso.